# 国樔村
国樔村（くずむら）は奈良県中部、吉野郡に属していた村。現在は吉野町の一部。

## 歴史
- 1889年（明治22年）4月1日 - 町村制の施行により、野々口村・南国栖村・新子村・窪垣内村・入野村・南大野村・矢治村・樫尾村・菜摘村・宮滝村・喜佐谷村・御園村・南楢井村・北楢井村の区域をもって発足。
- 1894年（明治27年）6月8日 - 大字矢治・樫尾・菜摘・宮滝・喜佐谷・御園・南楢井・北楢井が分立して中荘村が発足。
- 1956年（昭和31年）5月3日 - 吉野町・上市町・中荘村・中龍門村・龍門村と合併し、改めて吉野町が発足。同日国樔村廃止。

## 交通

### 道路
- 二級国道169号（現：国道169号）

## 名所・旧跡・観光スポット・祭事・催事
- 国栖奏
- 国栖の太鼓踊り